# 18.ª etapa do Giro d'Italia de 2017
A 18ª etapa do Giro d'Italia de 2017 teve lugar em 25 de maio de 2017 entre Moena e Ortisei sobre um percurso de 137 km.

## Classificação da etapa
A classificação da etapa foi a seguinte:
| \| Classificação por etapas \| Classificação por etapas \| Classificação por etapas \| Classificação por etapas \| Classificação por etapas \| \| Ciclista \| Ciclista \| Equipe \| Tempo \| \| \| ------------------------ \| ------------------------ \| ------------------------ \| ------------------------ \| ------------------------ \| \| 1. \| Tejay van Garderen \| BMC Racing Team \| 3h54m01s \| \| \| 2. \| Mikel Landa \| Team Sky \| + 0s \| \| \| 3. \| Thibaut Pinot \| FDJ \| + 8s \| \| \| 4. \| Domenico Pozzovivo \| AG2R La Mondiale \| + 8s \| \| \| 5. \| Jan Hirt \| CCC Sprandi Polkowice \| + 11s \| \| \| 6. \| Ilnur Zakarin \| Katusha-Alpecin \| + 24s \| \| \| 7. \| Steven Kruijswijk \| LottoNL-Jumbo \| + 34s \| \| \| 8. \| Bauke Mollema \| Trek-Segafredo \| + 34s \| \| \| 9. \| Tom Dumoulin \| Team Sunweb \| + 1m06s \| \| \| 10. \| Nairo Quintana \| Movistar Team \| + 1m06s \| \| |                    |                       |          |
| |                    |                       |          |
| Fonte: ProCyclingStats |                    |                       |          |
| Classificação por etapas |                    |                       |          |
| Ciclista | Ciclista           | Equipe                | Tempo    |
| 1. | Tejay van Garderen | BMC Racing Team       | 3h54m01s |
| 2. | Mikel Landa        | Team Sky              | + 0s     |
| 3. | Thibaut Pinot      | FDJ                   | + 8s     |
| 4. | Domenico Pozzovivo | AG2R La Mondiale      | + 8s     |
| 5. | Jan Hirt           | CCC Sprandi Polkowice | + 11s    |
| 6. | Ilnur Zakarin      | Katusha-Alpecin       | + 24s    |
| 7. | Steven Kruijswijk  | LottoNL-Jumbo         | + 34s    |
| 8. | Bauke Mollema      | Trek-Segafredo        | + 34s    |
| 9. | Tom Dumoulin       | Team Sunweb           | + 1m06s  |
| 10. | Nairo Quintana     | Movistar Team         | + 1m06s  |

## Classificações ao final da etapa
A classificação geral depois de finalizar a etapa foi a seguinte:

### Classificação geral
| \| Classificação geral \| Classificação geral \| Classificação geral \| Classificação geral \| Classificação geral \| \| Ciclista \| Ciclista \| Equipe \| Tempo \| \| \| ------------------- \| ------------------- \| ------------------- \| ------------------- \| ------------------- \| \| 1. \| Tom Dumoulin \| Team Sunweb \| 80h00m48s \| \| \| 2. \| Nairo Quintana \| Movistar Team \| + 31s \| \| \| 3. \| Vincenzo Nibali \| Bahrain-Merida \| + 1m12s \| \| \| 4. \| Thibaut Pinot \| FDJ \| + 1m36s \| \| \| 5. \| Ilnur Zakarin \| Katusha-Alpecin \| + 1m58s \| \| \| 6. \| Domenico Pozzovivo \| AG2R La Mondiale \| + 2m07s \| \| \| 7. \| Bauke Mollema \| Trek-Segafredo \| + 3m17s \| \| \| 8. \| Steven Kruijswijk \| LottoNL-Jumbo \| + 5m48s \| \| \| 9. \| Adam Yates \| Orica-Scott \| + 7m06s \| \| \| 10. \| Bob Jungels \| Quick-Step Floors \| + 7m34s \| \| |                    |                   |           |
| |                    |                   |           |
| Fonte: ProCyclingStats |                    |                   |           |
| Classificação geral |                    |                   |           |
| Ciclista | Ciclista           | Equipe            | Tempo     |
| 1. | Tom Dumoulin       | Team Sunweb       | 80h00m48s |
| 2. | Nairo Quintana     | Movistar Team     | + 31s     |
| 3. | Vincenzo Nibali    | Bahrain-Merida    | + 1m12s   |
| 4. | Thibaut Pinot      | FDJ               | + 1m36s   |
| 5. | Ilnur Zakarin      | Katusha-Alpecin   | + 1m58s   |
| 6. | Domenico Pozzovivo | AG2R La Mondiale  | + 2m07s   |
| 7. | Bauke Mollema      | Trek-Segafredo    | + 3m17s   |
| 8. | Steven Kruijswijk  | LottoNL-Jumbo     | + 5m48s   |
| 9. | Adam Yates         | Orica-Scott       | + 7m06s   |
| 10. | Bob Jungels        | Quick-Step Floors | + 7m34s   |

### Classificação por pontos
| Classificação por pontos | Classificação por pontos | Classificação por pontos      | Classificação por pontos | Classificação por pontos |
| Ciclista                 | Ciclista                 | Equipe                        | Pontos                   |                          |
| ------------------------ | ------------------------ | ----------------------------- | ------------------------ | ------------------------ |
| 1.                       | Fernando Gaviria         | Quick-Step Floors             | 325 pts                  |                          |
| 2.                       | Jasper Stuyven           | Trek-Segafredo                | 192 pts                  |                          |
| 3.                       | Sam Bennett              | Bora-Hansgrohe                | 117 pts                  |                          |
| 4.                       | Lukas Pöstlberger        | Bora-Hansgrohe                | 98 pts                   |                          |
| 5.                       | Daniel Teklehaimanot     | Dimension Data                | 96 pts                   |                          |
| 6.                       | Pavel Brutt              | Gazprom-RusVelo               | 76 pts                   |                          |
| 7.                       | Kristian Sbaragli        | Dimension Data                | 76 pts                   |                          |
| 8.                       | Eugert Zhupa             | Wilier Triestina-Selle Italia | 70 pts                   |                          |
| 9.                       | Roberto Ferrari          | UAE Team Emirates             | 70 pts                   |                          |
| 10.                      | Silvan Dillier           | BMC Racing Team               | 68 pts                   |                          |

### Classificações por equipas

#### Classificação por tempo
| Classificação por equipes | Classificação por equipes | Classificação por equipes | Classificação por equipes |
| Equipe                    | Equipe                    | Tempo                     |                           |
| ------------------------- | ------------------------- | ------------------------- | ------------------------- |
| 1.                        | Movistar Team             | 240h20m15s                |                           |
| 2.                        | Bahrain-Merida            | + 57m13s                  |                           |
| 3.                        | Cannondale-Drapac         | + 58m07s                  |                           |
| 4.                        | AG2R La Mondiale          | + 59m16s                  |                           |
| 5.                        | FDJ                       | + 1h24m30s                |                           |
| 6.                        | UAE Team Emirates         | + 1h40m05s                |                           |
| 7.                        | Sky                       | + 1h58m22s                |                           |
| 8.                        | Team Sunweb               | + 2h09m16s                |                           |
| 9.                        | Astana                    | + 2h10m00s                |                           |
| 10.                       | Trek-Segafredo            | + 2h11m56s                |                           |

#### Classificação por pontos
| Classificação por equipes | Classificação por equipes | Classificação por equipes | Classificação por equipes |
| Equipe                    | Equipe                    | Pontos                    |                           |
| ------------------------- | ------------------------- | ------------------------- | ------------------------- |
| 1.                        | Quick-Step Floors         | 472 pts                   |                           |
| 2.                        | UAE Team Emirates         | 317 pts                   |                           |
| 3.                        | Bora-Hansgrohe            | 289 pts                   |                           |
| 4.                        | Dimension Data            | 281 pts                   |                           |
| 5.                        | Movistar Team             | 277 pts                   |                           |
| 6.                        | Trek-Segafredo            | 266 pts                   |                           |
| 7.                        | Sky                       | 239 pts                   |                           |
| 8.                        | Team Sunweb               | 235 pts                   |                           |
| 9.                        | Bahrain-Merida            | 211 pts                   |                           |
| 10.                       | Orica-Scott               | 192 pts                   |                           |